# Quellenaustausch
Der Quellenaustausch ist ein Protokoll, das von der Peer-to-Peer-Software eMule unterstützt wird. Es ist seit der Version 0.29a Teil des offiziellen eMule-Clients, um die Server des Netzwerks zu entlasten.
Clients, die dieselbe Datei benötigen, teilen sich gegenseitig ihre bisher gefundenen Quellen mit. Die Quellensuche wird ab diesem Zeitpunkt nicht mehr über den „normalen“ Suchlauf der Server abgewickelt und entlastet damit die Server und beschleunigt den Informationsaustausch unter den Clients.
Das Protokoll funktioniert nur eMule- (bzw. aMule-)intern und wird nicht an MLDonkey-Clienten weitergegeben.
Quellen mit niedriger ID werden nicht ausgetauscht.
Der Quellenaustausch darf nicht mit dem von vornherein serverlos konzipierten Kademlia-Protokoll verwechselt werden – normalerweise nutzen *Mule-Clients beide Techniken gleichzeitig.
Durch den Quellenaustausch kann ein Client, der nur mit dem Kad-Netzwerk verbunden ist, mit einem Client, der nur mit dem ed2k-Netz verbunden ist, kommunizieren – falls ein Client einen anderen Client erreichen kann, der mit beiden Netzwerken verbunden ist.